# Leslie Peltier
Leslie Peltier  a fost un astronom amator american descoperitor al mai multor comete și observator de variabile. A scris o autobiografie pe care a numito Starlight Nights, în care descrie nopțile de observații de la ferma părinților săi în absența completă a poluarii luminoase.
Se pare ca a fost primul care a folosit o montură particularizată  alt-azimutală a telescoapelor newtoniene folosite în astronomie - axa de elevație trece prin centrul ocularului pentru a nu fi nevoit să îți deplasezi capul pe verticală, de asemenea și mișcarea în azimut se face fără a fi nevoie de mișcarea capului, instrumentul aflându-se pe o platformă rotativă.
A murit în jurul anului 1980.